# 帕劳佩巴
帕劳佩巴是巴西米纳斯吉拉斯州的一个市镇。总面积625.053平方公里，总人口22204人，人口密度35.5人/平方公里。